# Parlement flamand
Ne doit pas être confondu avec Parlement de Flandres.
11e législature
Bâtiment du Parlement flamand (nl)
Le Parlement flamand (en néerlandais : Vlaams Parlement) est l'assemblée législative de la Communauté flamande et de la Région flamande de Belgique. Il siège à Bruxelles, dans un bâtiment homonyme.
Issu du processus de fédéralisation belge, le Parlement flamand assume depuis sa création en 1980 les compétences régionales et communautaires. Alors que les premières s'appliquent uniquement au territoire flamand, les secondes concernent également les néerlandophones de la région de Bruxelles-Capitale. C'est ce qui lui permet de siéger dans la capitale belge, bien que celle-ci soit située hors du territoire régional.
| ___ | Ce site est desservi par les stations de métro : Arts-Loi et Madou. |

## Histoire
Le « Conseil flamand » (en néerlandais : Vlaamse raad) est créé en 1980, lors de l'institution des régions et des communautés. La loi spéciale du 8 août transfère l'exercice des compétences de la Région à la Communauté, dans la mesure où la proportion de néerlandophones bruxellois est faible par rapport à celle des Flamands.
Il est initialement constitué de l'ensemble des parlementaires de la Chambre des représentants et du Sénat élus par les électeurs de langue néerlandaise. À partir des élections régionales de 1995, le Conseil est pourvu au suffrage universel direct.
Le 25 février 2005, une révision de la Constitution, entrée en vigueur le 11 mars et suivie d'une modification le 11 avril 2006 de la loi spéciale relative aux institutions régionales et communautaires transforme le Conseil en Parlement flamand (Vlaams parlement),.

## Les parlementaires
Le Parlement flamand se compose de 124 députés, élus pour un mandat de cinq ans au suffrage universel direct : 118 élus sont élus dans les cinq provinces de la Région flamande et six par les néerlandophones de Bruxelles-Capitale.

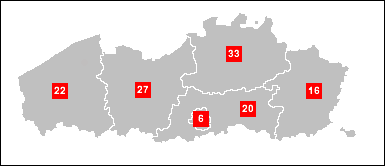
Nombre de sièges par circonscription en Flandre.

## Compétences

### Pouvoir législatif
En tant que pouvoir législatif régional, le Parlement flamand légifère en matière de : 
- aménagement du territoire ;
- environnement et politique de l'eau ;
- rénovation rurale et conservation de la nature ;
- logement ;
- agriculture ;
- économie ;
- politique de l'énergie ;
- pouvoirs subordonnés (cultes et communes) ;
- politique de l'emploi ;
- travaux publics et transport ;
- bien-être des animaux ;
- sécurité routière ;
- tutelle des provinces, des intercommunalités et des communes ;
- recherche scientifique et coopération internationale dans ces domaines.

En tant que pouvoir législatif communautaire, il légifère en matière de : 
- matières culturelles ;
- enseignement ;
- coopération entre les communautés, ainsi que la coopération internationale ;
- matières personnalisables ;
- emploi des langues en matière administrative, de relations sociales, et de documentation des entreprises ;
- recherche scientifique et coopération internationale dans ces domaines ;
- coopération au développement.

## Fonctionnement

### Présidence et bureau

#### Présidents successifs
| Titulaire | Titulaire              | Parti    | Mandat                                                          | Législature |
| --------- | ---------------------- | -------- | --------------------------------------------------------------- | ----------- |
|           | Jean Pede              | PVV      | 22 décembre 1981 – 3 décembre 1985 (3 ans, 11 mois et 11 jours) | 1re         |
|           | Frans Grootjans        | PVV      | 3 décembre 1985 – 2 février 1988 (2 ans, 1 mois et 30 jours)    | 1re         |
|           | Jean Pede              | PVV      | 2 février 1988 – 18 octobre 1988 (8 mois et 16 jours)           | 3e          |
|           | Louis Vanvelthoven     | SP       | 18 octobre 1988 – 13 janvier 1994 (5 ans, 2 mois et 26 jours)   | 3e, 4e      |
|           | Eddy Baldewijns        | SP       | 13 janvier 1994 – 13 juin 1995 (1 an et 5 mois)                 | 4e          |
|           | Norbert De Batselier   | SP/sp.a  | 13 juin 1995 – 12 juillet 2006 (11 ans et 29 jours)             | 5e, 6e, 7e  |
|           | Marleen Vanderpoorten  | Open VLD | 13 juillet 2006 – 13 juillet 2009 (3 ans)                       | 7e          |
|           | Jan Peumans            | N-VA     | 13 juillet 2009 – 17 juin 2019 (9 ans, 11 mois et 4 jours)      | 8e, 9e      |
|           | Kris Van Dijck         | N-VA     | 18 juin 2019 – 11 juillet 2019 (23 jours)                       | 10e         |
|           | Filip Dewinter intérim | VB       | 11 juillet 2019 – 13 juillet 2019 (2 jours)                     | 10e         |
|           | Wilfried Vandaele      | N-VA     | 13 juillet 2019 – 2 octobre 2019 (2 mois et 19 jours)           | 10e         |
|           | Liesbeth Homans        | N-VA     | 2 octobre 2019 – 8 janvier 2025 (5 ans, 3 mois et 6 jours)      | 10e         |
|           | Freya Van den Bossche  | Vooruit  | Depuis le 8 janvier 2025 (5 mois et 11 jours)                   | 11e         |

## Composition

### Actuelle
Depuis les élections régionales du 9 juin 2024, le Parlement se compose ainsi : 
|       |                                                                                           |         |  |  |  |  |  |  |  |  |  |  |  |  |
| Parti | Parti                                                                                     | Députés |  |  |  |  |  |  |  |  |  |  |  |  |
|       | Nieuw-Vlaamse Alliantie (N-VA) (fr) Alliance néo-flamande                                 | 31      |  |  |  |  |  |  |  |  |  |  |  |  |
|       | Vlaams Belang (fr) Intérêt flamand                                                        | 31      |  |  |  |  |  |  |  |  |  |  |  |  |
|       | Vooruit (V) (fr) En Avant                                                                 | 18      |  |  |  |  |  |  |  |  |  |  |  |  |
|       | Christen-Democratisch en Vlaams (CD&V) (fr) Chrétiens-démocrates et Flamands              | 16      |  |  |  |  |  |  |  |  |  |  |  |  |
|       | Open Vlaamse Liberalen en Democraten (Open VLD) (fr) Open Libéraux et démocrates flamands | 8       |  |  |  |  |  |  |  |  |  |  |  |  |
|       | Partij van de Arbeid van België (PVDA)                                                    | 9       |  |  |  |  |  |  |  |  |  |  |  |  |
|       | Groen (fr) Verts                                                                          | 9       |  |  |  |  |  |  |  |  |  |  |  |  |
|       | Team Fouad Ahidar (TFA)                                                                   | 1       |  |  |  |  |  |  |  |  |  |  |  |  |
|       | Indépendant                                                                               | 1       |  |  |  |  |  |  |  |  |  |  |  |  |
| Total | Total                                                                                     | 124     |  |  |  |  |  |  |  |  |  |  |  |  |

### Composition des anciennes législatures

1re législature (1981-1985)
2e législature (1985-1988)
3e législature (1988-1991)
4e législature (1991-1995)
5e législature (1995-1999)
6e législature (1999-2004)
7e législature (2004-2009)
8e législature (2009-2014)
9e législature (2014-2019)
10e législature (2019-2024)

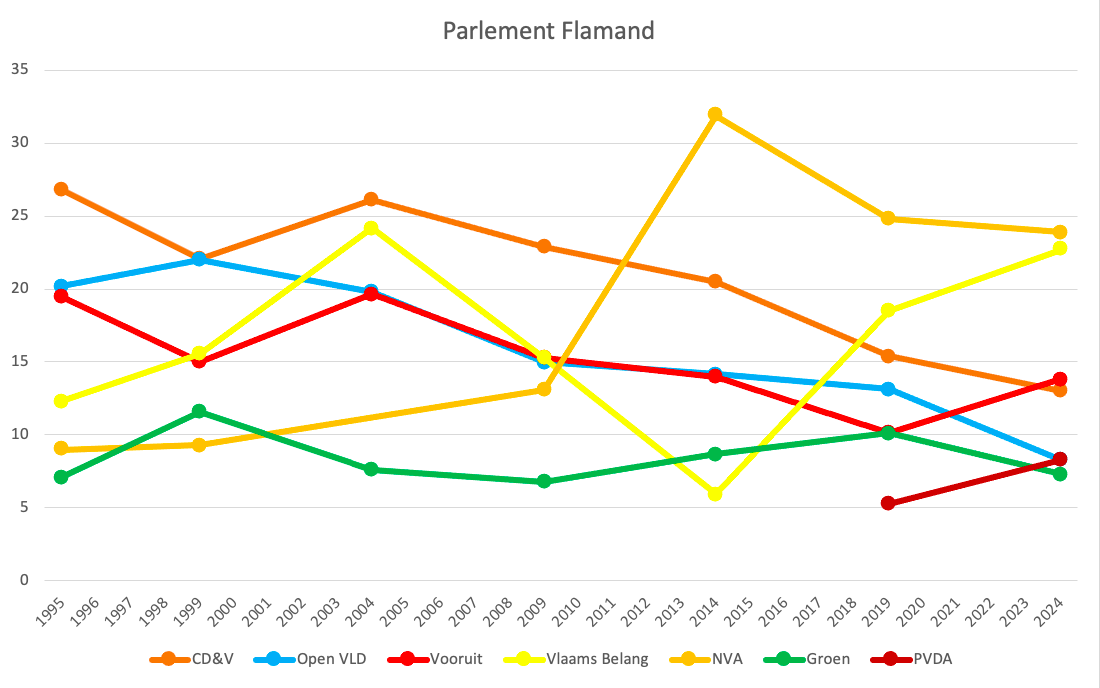
Evolution des résultats électoraux au Parlement Flamand.

Évolution de la répartition des 124 sièges du Parlement depuis 1995, date des premières élections régionales directes en Flandre :
- VB
- LDD
- N-VA
- VU
- PVV / VLD / OpenVLD
- CVP / CD&V
- UF
- SPIRIT
- SP / SP.A / Vooruit
- Agalev / Groen
- PVDA
- Team Fouad Ahidar